# Identificación con el agresor
En psicología profunda, la identificación con el agresor (también: identificación con el atacante) se refiere a un mecanismo de defensa para afrontar el miedo, cuya función y relevancia se valoró de manera diferente según el punto de vista de los autores. El psicoanalista Mathias Hirsch (1996) realizó una unificación, que percibe dos tipos de un mismo proceso defensivo en perspectivas divergentes. El espectro de este mecanismo de defensa abarca desde formas productivas de afrontar el miedo hasta la negación dañina del miedo abrumador en caso de trauma: aquí, una persona que sufre abuso u opresión física y/o emocional por un agresor se identifica inconscientemente con él.

## General
La persona internaliza y adopta los rasgos de personalidad, valores y comportamiento del agresor sin su conocimiento consciente, y muchas veces contra su voluntad consciente y los convierte en parte de sí misma. Sobre todo, las experiencias traumáticas de la infancia en las que el nivel de impotencia y dependencia experimentado es particularmente alto, como en una estructura educativa represiva y autoritaria o en un abuso educativo psicológicamente manipulador caracterizado por la retirada del amor, conducen al desarrollo de esta reacción. Sirve para proteger el propio sistema psicológico y tiene el carácter de un “freno de emergencia final” contra un inminente colapso del yo frente a ataques abrumadores y afectos que no pueden integrarse. Psicológicamente de gran importancia para mantener el funcionamiento del yo, las consecuencias de identificarse con un agresor en realidad tienen un efecto muy dañino sobre la integridad psicológica y el bienestar del yo, ya que se suprime el desarrollo de la autonomía personal.
Las formas de identificación con el agresor a menudo subyacen al proceso, que se investiga y discute como “traumatización transgeneracional”. Dado que la identificación con un agresor es potencialmente de por vida, las experiencias traumatizantes casi siempre se transmiten directa o indirectamente a la siguiente generación, independientemente de las intenciones. En muchas historias familiares se puede identificar una cadena de violencia doméstica que abarca varias generaciones. El fracaso de la función protectora de los padres y la habitual frialdad y rechazo de la empatía por parte de los mismos, sustentada en una ideología educativa, que se describió como típica de la generación de niños de guerra nacidos durante la era nazi, también pueden dar lugar a una tradición destructiva. El psicoanalista Michael Ermann ve en la identificación con el agresor una base psicológica profunda de la “incapacidad de sentir duelo” (Die Unfähigkeit zu trauern) colectiva, tal como la describieron Alexander y Margarete Mitscherlich en 1967 para la sociedad alemana de posguerra: “El odio inconsciente hacia el otro que no protege crea un introyección maligna en su interior. La identificación con el agresor provoca desprecio por el propio mundo de necesidades y evoca sentimientos paradójicos de culpa como en un trauma: sentimientos de culpa por las propias necesidades que no son reconocidas ni satisfechas por la otra persona. Lo que no se refleja ni se comprende, en última instancia se escinde o se reprime. Sin embargo, en la represión, no se puede lamentar la privación y la renuncia."
Los perpetradores con quienes un niño o un adulto se identifica inconscientemente son todas las personas que, desde la perspectiva de la víctima, están en una posición de poder absoluto sobre ellos y de quienes la víctima está física y/o psicológicamente a merced. La persona con quien se produce la identificación puede ser mayor o menor, del mismo sexo o de distinto sexo, dentro o fuera de la familia. Una madre violenta, un padre o un hermano que recurre a la violencia sexual, un profesor sádico, un soldado ocupante grandioso y un torturador pueden ser personas con las que se produce una identificación inconsciente. Quien sea el peor enemigo de la conciencia, psicológicamente puede ser la misma persona con la que se produce la identificación. En las autobiografías de los supervivientes de la persecución nacionalsocialista, el mecanismo también se menciona ocasionalmente, en la medida en que ha sido reconocido.
Los factores decisivos son generalmente la gravedad del agobio y la duración y gravedad del trauma. Cuando los niños son víctimas, entran en juego parámetros adicionales. Básicamente, la identificación con un agresor se produce como una defensa ante la falta de capacidad de la víctima para comprender e integrar psicológicamente las agresiones a su propia integridad física y psicológica. La expectativa natural del niño y la necesidad de protección como parte del comportamiento de apego pueden entrar en conflicto en ciertas circunstancias con la percepción de que el mismo adulto del que se espera esta función protectora es también la fuente de la amenaza y el miedo. Esto lleva al comportamiento aparentemente absurdo de buscar refugio y protección de la persona que es al mismo tiempo abusiva y amenazante en una situación que es desesperada para el niño, como el abuso por parte de uno de los padres. La negación de la realidad insoportable a través de la identificación puede manifestarse como un vínculo paradójico entre perpetrador y víctima y una fijación traumática por miedo. Sin embargo, un proceso de este tipo también puede ser la base de fenómenos similares en adultos, como el síndrome de Estocolmo.
Esta identificación puede descubrirse y, si es necesario, revertirse en el curso de la psicoterapia analítica, que adopta un enfoque orientado al trauma. Reconocer y eliminar la identificación con un agresor es la condición previa para no transmitir las propias experiencias de violencia de forma inconsciente y, por tanto, involuntaria. A través de formas de tratamiento de apoyo empático, como la reparentalización, las consecuencias de la identificación pueden verse influenciadas y limitadas hasta cierto punto en la terapia.

## Historia del término: dos posiciones teóricas

### Anna Freud: identificación con el agresor
Anna Freud incluye este tipo de defensa como la llamada “identificación con el atacante” en El yo y los mecanismos de defensa (Das Ich und die Abwehrmechanismen) (1936) en el canon de la teoría psicoanalítica de los mecanismos de defensa.
Según Anna Freud, en la identificación con el agresor intervienen dos mecanismos de defensa elementales: la introyección, que Anna Freud utiliza aquí como sinónimo de “identificación” según el estado de desarrollo teórico, y la proyección. Lo nuevo es la idea de que la introyección no sólo se hace por amor, sino también por miedo. Describe el caso de un alumno de primaria que llama la atención haciendo una mueca en cuanto el profesor le reprende. Resulta que las muecas son un reflejo distorsionado de las expresiones faciales de enojo del maestro:

El niño que se supone debe resistir la reprimenda del maestro supera su miedo imitando involuntariamente al enojado. Él mismo controla su ira y sigue las palabras del profesor con sus propios movimientos expresivos no reconocidos.

Una variante inofensiva de esta estrategia de defensa y su lógica se descubre en una escena en la que un niño se enfrenta al miedo a los fantasmas: "Sólo tienes que fingir que eres tú mismo el fantasma que podría encontrarte", aconseja la hermana mayor a su hermano pequeño: entonces no necesitará tener miedo, le asegura.
Anna Freud diferencia entre tres formas en las que se puede expresar la identificación con el atacante, pero todas ellas se basan en un paso del sufrimiento pasivo a la actividad (y, por tanto, un tercer mecanismo de defensa elemental): el amenazado se convierte en amenazador.
- en identificación con la persona del agresor a través de una representación mimética directa o indirecta (espejo directo o toma de rol intencional) del atacante (ejemplo del estudiante, consejo de la hermana)
- en identificarse con la agresión a través de la representación de la agresión (por ejemplo, perforar después de una visita al dentista),
- en identificarse con la cualidad imponente del agresor adoptando los atributos que la simbolizan. (El niño afronta un doloroso encuentro con su maestro vistiendo un sable y una gorra militar; de esta manera, según Anna Freud, se identifica con su masculinidad)

Sin embargo, la identificación con el agresor también se produce cuando un niño, por miedo al castigo esperado, se identifica anticipadamente con el castigador: esto describe la reacción de un niño que llega demasiado tarde a casa y, por lo tanto, intenta evitar el castigo que ahora se espera, comenzando a quejarse a su vez. Por lo tanto, la identificación con el agresor puede verse como una etapa intermedia en el desarrollo del superyó: la instancia de la conciencia se interioriza, pero aún no se vuelve contra uno mismo, sino que se dirige en una proyección contra el mundo exterior. La identificación con el agresor en el sentido de Anna Freud está en gran medida al servicio del niño en desarrollo.

### Sándor Ferenczi: Introyección del agresor
A diferencia de Anna Freud , Sándor Ferenczi destacó el aspecto traumático de este tipo de defensa, que daña permanentemente la integridad psíquica: en 1932 cuestionó la teoría psicoanalítica en una conferencia sobre su ensayo Confusión del lenguaje entre adultos y niños al establecer la frecuencia de experiencias reales de abuso y la importancia de dichas experiencias en el desarrollo de un trastorno mental. Al mismo tiempo, criticó el temprano rechazo de Freud de la llamada "teoría de la seducción", que fue reemplazada por el constructo del conflicto de Edipo.
En relación con su conferencia, Ferenczi formuló por primera vez que el miedo y la impotencia que experimentaban los niños los obligaban a “identificarse completamente con el agresor, olvidándose por completo de sí mismos ”. Según Ferenczi, el niño está lleno del deseo de tener relaciones tiernas, pero no sexuales o violentas, con los adultos. A diferencia de la pasión culpable del adulto, el niño se encuentra en un nivel de “amor objetal pasivo”:

El odio es lo que sorprende y asusta traumáticamente al niño cuando es amado por un adulto y lo transforma de un ser que juega espontánea e inofensivamente a una máquina de amor consciente de la culpa que imita al adulto con miedo y olvido de sí mismo.

Tales impresiones exceden y abruman la capacidad del niño para comprenderlo y procesarlo, lo que puede llevarlo a entrar en un estado de emergencia parecido a un trance traumático, en el que “introyecta” al atacante, es decir, lo acoge en sí mismo. en su fantasía (inconsciente) para hacerla desaparecer como realidad externa. Este mecanismo de protección permite que el miedo, que se vuelve insoportable, se convierta en un sentimiento de seguridad onírico a expensas de la percepción de la realidad. En lugar de lidiar activamente con la realidad amenazante del perpetrador, de lo cual no es capaz, se somete a la voluntad del perpetrador y al mismo tiempo lo convierte en una parte extraña de sí mismo (“introyección”). En caso de experiencias repetidas de violencia, esto puede conducir a una verdadera fragmentación de la personalidad (“atomización”). En un estado tan extremo, el niño sacrifica, por así decirlo, su yo aún inacabado, que apenas puede defenderse, para mantener alucinadamente la relación vital con un cuidador que se imagina necesariamente benévolo. El niño abrumado, confundido emocional y perceptivamente se siente responsable de lo ocurrido, lo que se entiende como una introyección de la culpa del agresor. Este sentimiento de culpa se convierte en la fuente de un constante conflicto psicológico defensivo interno: la víctima desarrolla odio, lo que a su vez provoca sentimientos de culpa y, por lo tanto, es reprimida y vuelta contra uno mismo en una distracción del objeto original. Esto a menudo resulta en problemas graves en las relaciones, depresión, conductas autodestructivas o un aumento de la conducta aparentemente agresiva. Al mismo tiempo, aquí puede producirse un desarrollo inoportuno y una precocidad inadecuada de las capacidades emocionales o intelectuales, lo que Ferenczi llama “progresión traumática”:

El miedo a los adultos desenfrenados, es decir, locos, convierte al niño en un psiquiatra, por así decirlo, y para llegar a serlo y protegerse de los peligros de las personas sin control de sí mismo, primero debe saber identificarse completamente con ellas.

En su Diario clínico de 1932 (publicado en 1985), Ferenczi también señala el proceso de privación del bien por parte del agresor que se produce simultáneamente con la introyección del mal, que conduce a un estado de vida y muerte por parte de la víctima. Casi como un vampiro (…) el agresor chupa un trozo, es decir, la pieza reprimida de la víctima en sí misma... y anexa la situación ingenua, intrépida, tranquila, feliz en la que la víctima vivía hasta entonces.

## Discusión
Hoy en día, las condiciones reales que conducen a los trastornos psicopatológicos se examinan sistemáticamente, especialmente en el marco de la psicotraumatología, y también se les da mayor importancia dentro del psicoanálisis. Una mediación entre la ortodoxia freudiana (teoría de la pulsión) y la rehabilitación patogénica del trauma real de Ferenczi, por ejemplo, el abuso sexual infantil (teoría de la seducción), intenta especialmente el psicoanalista Mathias Hirsch. Considera la contribución de Ferenczi como una expansión significativa de la enseñanza en relación con la traumatología psicoanalítica.
Por otra parte, la demanda terapéutica de Otto Kernberg de tolerancia hacia la agresión del perpetrador probablemente representa la visión psicoanalítica clásica:

La tolerancia de la agresión del perpetrador que se proyecta en nosotros es increíblemente importante para el éxito de la terapia, en el sentido de que podemos convertirnos en el perpetrador e identificarnos como el perpetrador, facilitando así que el paciente se identifique como el perpetrador... Por lo tanto, debemos ser capaces de identificarnos con el comandante del campo de concentración, con el torturador en la dictadura, con el padre incestuoso, con la madre sádica. Así que también debemos sentir el deseo de destruir, el deseo de lanzar una bomba incendiaria, el deseo de sentir una agresión sádica, porque todos tenemos la disposición para ello en nuestro inconsciente.

Una comprensión culturalmente crítica de la identificación con el agresor como una deformación cultural y relacionada con la socialización se puede encontrar en la obra de Arno Gruen como “traición a uno mismo”.
La psicoanalista estadounidense Jessica Benjamin ve el complejo de Edipo freudiano esencialmente como el mecanismo de defensa de identificación con el agresor, como identificación con el poder y la culpa del padre (por ejemplo, Layo, el padre de Edipo), a través del cual se transmiten las estructuras de poder patriarcales. Su concepto del “Nuevo Edipo”  revisa el antiguo concepto edípico de responsabilidad, que preveía que los hijos asumían la responsabilidad de la ofensa del padre y convertían en ley su poder opresivo. Este acto de internalización había reemplazado el desapego de la autoridad por la identificación con el agresor, perpetuando así el deseo cargado de culpa de convertirse uno mismo en la autoridad. clásico se basa en la "idea paradójica de que la liberación sólo es posible mediante el gobierno del padre" e ignora "la necesidad de reconocimiento mutuo entre el hombre y la mujer".